# BE FREE (Ricken'sの曲)
「BE FREE」（ビー・フリー）は、Ricken'sの3枚目のシングル。

## 解説
表題曲は、テレビ東京系アニメ『アイシールド21』初代エンディングテーマ。Ricken'sにとっては最大のヒットシングルとなっている。

## 収録曲
1. BE FREE
作詞・作曲：佐々木收　編曲：Ricken's
2. All right KIDS!
作詞・作曲：石田匠　編曲：Ricken's
3. BE FREE (inst.)
4. All right KIDS! (inst.)